# 彭蔭宣
彭蔭宣（1936年—2012年7月29日），為一名臺灣建築師，國立臺灣師範大學附屬高級中學畢業，哈佛大學建築學研究所碩士。晚年飽受帕金森氏症等慢性疾病所苦，2012年7月29日在看護外出時跳樓身亡，享壽76歲。

## 學歷
- 國立臺灣師範大學附屬高級中學畢業
- 哈佛大學建築學研究所碩士畢業

## 經歷
- 曾在建築師貝聿銘建築公司任職10年
- 參與過1970年日本大阪萬國博覽會中華民國館
- 開設建築師事務所

## 建築作品
台灣
- 台北市「一品大廈」等[2]
- 臺中市東協廣場
- 新竹市国立清华大学
  - 第二綜合大樓(綜二館)，1985年完工[3]
  - 工科館，1985年完工[4]
  - 生科一馆，1986年完工[4]
  - 第三綜合大樓 (綜三館)，1988年完工[4]
  - 新体育馆，1993年完工[4]

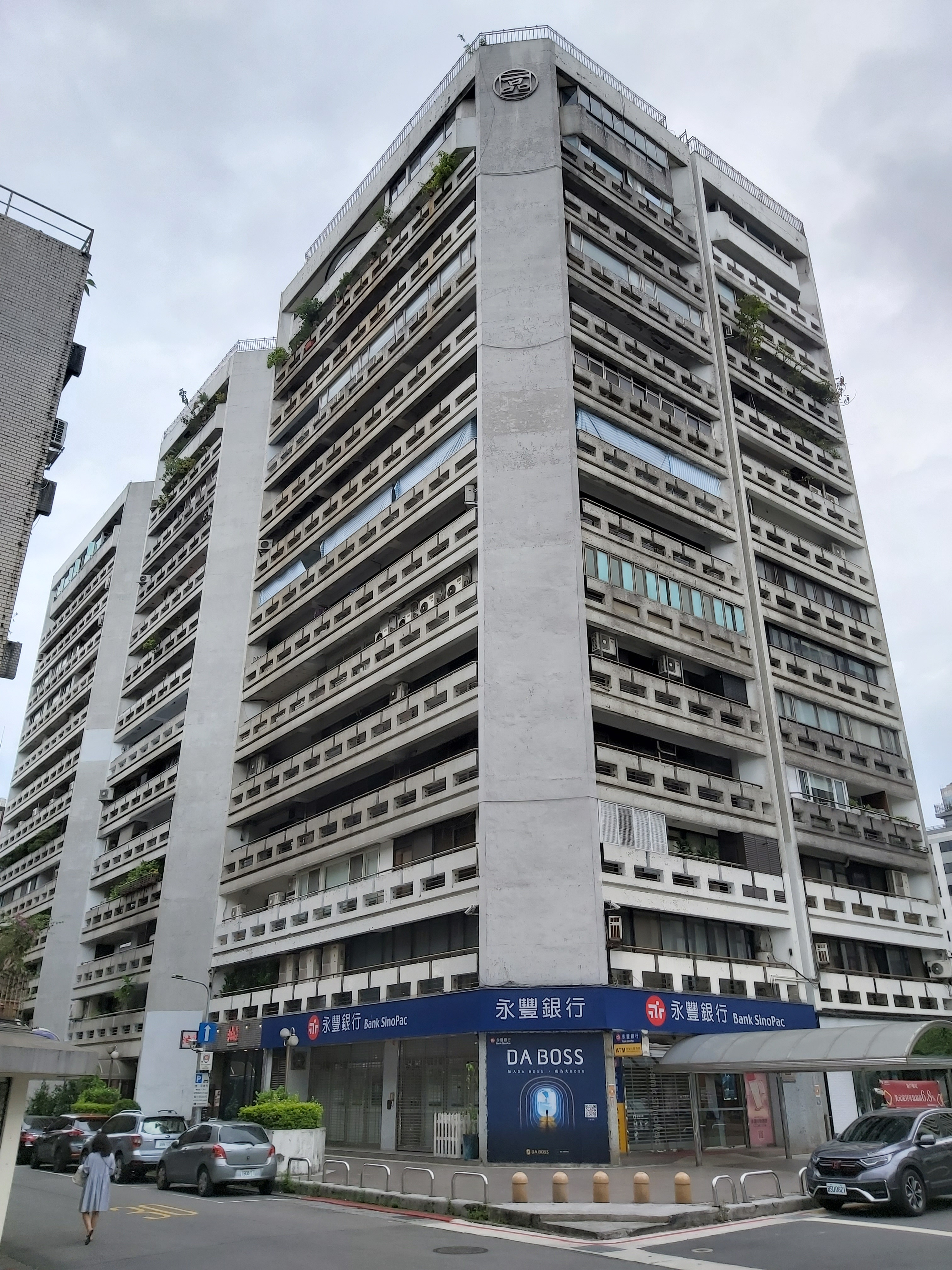
國泰一品大廈

  - 清华温水游泳池，1993年完工，2017年由校方正式命名為「千紫游泳館」[4]

國立高雄師範大學行政大樓1984年完工。
- 北護大石牌校區80年代行政大樓、圖書館、教學大樓、學生宿舍、體育館、大禮堂等知名建築。